# Protoribates madagascarensis
Protoribates madagascarensis är en kvalsterart som först beskrevs av Balogh 1961.  Protoribates madagascarensis ingår i släktet Protoribates och familjen Protoribatidae. Inga underarter finns listade i Catalogue of Life.